# Romeo Venturelli
Romeo Venturelli (Lama Mocogno, 9 december 1938 – Pavullo nel Frignano, 2 april 2011) is een voormalig Italiaans wielrenner.
Venturelli versloeg in zijn debuutjaar als beroepswielrenner tot twee keer toe Jacques Anquetil. In het voorjaar van 1960 won hij zowel een etappe met aankomst bergop in de Ronde van Romandië als een tijdrit van de Ronde van Italië. In beide gevallen liet hij Anquetil achter zich. Eveneens in 1960 schreef hij nog de koppeltijdrit Trofeo Baracchi op zijn naam.

## Belangrijkste overwinningen
1958
GP Ezio del Rosso
1959
Gran Premio della Liberazione
4e deel A, 8e en 12e etappe deel A Vredeskoers
1960
2e etappe Ronde van Italië
1e etappe Ronde van Romandië
Trofeo Baracchi; met Diego Ronchini
6e etappe deel B Parijs-Nice
1965
Ronde van Piëmont

## Resultaten in voornaamste wedstrijden
| Jaar | Ronde van Italië | Ronde van Frankrijk | Ronde van Spanje |
| ---- | ---------------- | ------------------- | ---------------- |
| 1960 | opgave (1)       |                     |                  |
| 1961 | opgave           |                     |                  |
| 1965 | opgave           |                     |                  |

| Jaar | Milaan-San Remo | Luik-Bast.‑Luik | Ronde van Lombardije |
| ---- | --------------- | --------------- | -------------------- |
| 1960 | 16e             |                 | 6e                   |
| 1961 |                 | 35e             |                      |
| 1965 |                 |                 |                      |

Wielerploegen van Romeo Venturelli
Arienti ·
Babini (vanaf 02/10) ·
Bampi ·
Cerato (vanaf 15/06) ·
Chiodini · 
Costalunga ·
Fallarini ·
Fornoni ·
Grilli ·
Messina ·
Pellicciari ·
Ratti ·
Ricco ·
Venturelli ·
Zamboni
Acconcia ·
Aldovini ·
Arienti ·
Babini ·
Cerato ·
Chiodini · 
De Rosso ·
Falaschi ·
Fallarini ·
Fornoni ·
Galeaz ·
Meldolesi ·
Pellegrini ·
Rüegg ·
Venturelli ·
Zamboni
- International Standard Name Identifier: 0000 0000 7947 4428
- Library of Congress Control Number: no2010073431
- Virtual International Authority File: 121194035
- WorldCat: E39PBJjMDmKYJpH9vvxRKqBgKd